# Vaahteraliiga 2020
La Vaahteraliiga 2020 è la 41ª edizione del campionato finlandese di football americano di primo livello, organizzato dalla SAJL.
Il 12 marzo è stato annunciato il rinvio dell'inizio del campionato a causa della pandemia di COVID-19 del 2019-2021.

## Squadre partecipanti
| Club                 | Città     | Stadio | Sponsor ufficiale | Risultato nella stagione 2019 |
| -------------------- | --------- | ------ | ----------------- | ----------------------------- |
| Helsinki Roosters    | Helsinki  |        |                   |                               |
| Helsinki Wolverines  | Helsinki  |        |                   |                               |
| Kuopio Steelers      | Kuopio    |        |                   |                               |
| Porvoon Butchers     | Porvoo    |        |                   |                               |
| Seinäjoki Crocodiles | Seinäjoki |        |                   |                               |
| Wasa Royals          | Vaasa     |        |                   |                               |

## Stagione regolare

### Calendario

#### Organizzazione pre-pandemia

##### 1ª giornata
| Helsinki 23 maggio 2020, ore 16:30 | Helsinki Wolverines | - – - | Helsinki Roosters | Brahenkenttä |

##### 2ª giornata
| Helsinki 29 maggio 2020, ore 18:30 | Helsinki Wolverines | - – - | Porvoon Butchers | Brahenkenttä |

##### 3ª giornata
| Seinäjoki 5 giugno 2020, ore 18:30 | Seinäjoki Crocodiles | - – - | Helsinki Roosters | Seinäjoen Keskuskenttä |

| Porvoo 6 giugno 2020, ore 16:30 | Porvoon Butchers | - – - | Helsinki Wolverines | Porvoon Keskuskenttä |

##### 4ª giornata
| Helsinki 11 giugno 2020, ore 18:30 | Helsinki Roosters | - – - | Kuopio Steelers | Velodromo di Helsinki |

| Helsinki 12 giugno 2020, ore 18:30 | Helsinki Wolverines | - – - | Seinäjoki Crocodiles | Brahenkenttä |

| Vaasa 13 giugno 2020, ore 15:30 | Wasa Royals | - – - | Porvoon Butchers | Kaarlen kenttä |

##### 5ª giornata
| Porvoo 26 giugno 2020, ore 18:30 | Porvoon Butchers | - – - | Kuopio Steelers | Porvoon Keskuskenttä |

| Helsinki 27 giugno 2020, ore 16:30 | Helsinki Wolverines | - – - | Wasa Royals | Brahenkenttä |

##### 6ª giornata
| Helsinki 2 luglio 2020, ore 18:30 | Helsinki Roosters | - – - | Porvoon Butchers | Velodromo di Helsinki |

| Kuopio 3 luglio 2020, ore 18:30 | Kuopio Steelers | - – - | Helsinki Wolverines | Väinölänniemen stadion |

| Vaasa 4 luglio 2020, ore 16:30 | Wasa Royals | - – - | Seinäjoki Crocodiles | Kaarlen kenttä |

##### 7ª giornata
| Vaasa 10 luglio 2020, ore 18:30 | Wasa Royals | - – - | Kuopio Steelers | Kaarlen kenttä |

| Porvoo 11 luglio 2020, ore 16:30 | Porvoon Butchers | - – - | Helsinki Roosters | Porvoon Keskuskenttä |

##### 8ª giornata
| Kuopio 17 luglio 2020, ore 18:30 | Kuopio Steelers | - – - | Seinäjoki Crocodiles | Väinölänniemen stadion |

| Helsinki 18 luglio 2020, ore 16:30 | Helsinki Roosters | - – - | Wasa Royals | Brahenkenttä |

##### 9ª giornata
| Kuopio 23 luglio 2020, ore 18:30 | Kuopio Steelers | - – - | Porvoon Butchers | Väinölänniemen stadion |

| Vaasa 24 luglio 2020, ore 18:30 | Wasa Royals | - – - | Helsinki Wolverines | Kaarlen kenttä |

| Helsinki 25 luglio 2020, ore 16:30 | Helsinki Roosters | - – - | Seinäjoki Crocodiles | Velodromo di Helsinki |

##### 10ª giornata
| Porvoo 6 agosto 2020, ore 18:30 | Porvoon Butchers | - – - | Helsinki Roosters | Porvoon Keskuskenttä |

| Seinäjoki 7 agosto 2020, ore 18:30 | Seinäjoki Crocodiles | - – - | Wasa Royals | Seinäjoen Keskuskenttä |

| Helsinki 8 agosto 2020, ore 16:30 | Helsinki Wolverines | - – - | Kuopio Steelers | Brahenkenttä |

##### 11ª giornata
| Vaasa 14 agosto 2020, ore 18:30 | Wasa Royals | - – - | Helsinki Roosters | Kaarlen kenttä |

| Seinäjoki 15 agosto 2020, ore 16:30 | Seinäjoki Crocodiles | - – - | Kuopio Steelers | Seinäjoen Keskuskenttä |

##### 12ª giornata
| Helsinki 20 agosto 2020, ore 18:30 | Helsinki Roosters | - – - | Helsinki Wolverines | Velodromo di Helsinki |

| Kuopio 21 agosto 2020, ore 18:30 | Kuopio Steelers | - – - | Wasa Royals | Väinölänniemen stadion |

| Seinäjoki 22 agosto 2020, ore 16:30 | Seinäjoki Crocodiles | - – - | Porvoon Butchers | Seinäjoen Keskuskenttä |

##### 13ª giornata
| Seinäjoki 27 agosto 2020, ore 18:30 | Seinäjoki Crocodiles | - – - | Helsinki Wolverines | Seinäjoen Keskuskenttä |

| Kuopio 28 agosto 2020, ore 18:30 | Kuopio Steelers | - – - | Helsinki Roosters | Väinölänniemen stadion |

| Porvoo 29 agosto 2020, ore 16:30 | Porvoon Butchers | - – - | Wasa Royals | Porvoon Keskuskenttä |

#### Organizzazione post-pandemia
A seguito della pandemia la stagione regolare è stata riorganizzata su 15 incontri di sola andata.

##### 1ª giornata
| Helsinki 30 luglio 2020, ore 18:30 | Helsinki Wolverines | 31 – 15 (10-0 7-7 7-0 7-8) referto | Seinäjoki Crocodiles | Brahenkenttä (405 spett.)\| Arbitro: \| J. Seppelin \| |
| Arbitro:                           | J. Seppelin         |                                    |                      |                                                        |

| Helsinki 31 luglio 2020, ore 18:30 | Helsinki Roosters | 34 – 43 (14-0 14-25 0-6 6-12) referto | Kuopio Steelers | Velodromo di Helsinki (675 spett.)\| Arbitro: \| V. Lamminsalo \| |
| Arbitro:                           | V. Lamminsalo     |                                       |                 |                                                                   |

| Vaasa 1º agosto 2020, ore 14:00 | Wasa Royals | 39 – 28 (0-14 7-7 12-7 20-0) referto | Porvoon Butchers | Kaarlen kenttä (612 spett.)\| Arbitro: \| Sipi \| |
| Arbitro:                        | Sipi        |                                      |                  |                                                   |

##### 2ª giornata
| Seinäjoki 6 agosto 2020, ore 18:30 | Seinäjoki Crocodiles | 34 – 13 (7-13 12-0 8-0 7-0) referto | Helsinki Roosters | Seinäjoen Keskuskenttä (557 spett.)\| Arbitro: \| Sipi \| |
| Arbitro:                           | Sipi                 |                                     |                   |                                                           |

| Helsinki 7 agosto 2020, ore 18:30 | Helsinki Wolverines | 26 – 36 (7-0 6-12 0-16 13-8) referto | Wasa Royals | Brahenkenttä (468 spett.)\| Arbitro: \| M. Makarainen \| |
| Arbitro:                          | M. Makarainen       |                                      |             |                                                          |

| Porvoo 8 agosto 2020, ore 16:30 | Porvoon Butchers | 21 – 48 (7-13 7-7 7-20 0-8) referto | Kuopio Steelers | Porvoon Keskuskenttä (499 spett.)\| Arbitro: \| V. Lamminsalo \| |
| Arbitro:                        | V. Lamminsalo    |                                     |                 |                                                                  |

##### 3ª giornata
| Helsinki 13 agosto 2020, ore 18:30 | Helsinki Roosters | 60 – 12 (20-0 13-0 21-0 6-12) referto | Porvoon Butchers | Velodromo di Helsinki (463 spett.)\| Arbitro: \| J. Seppelin \| |
| Arbitro:                           | J. Seppelin       |                                       |                  |                                                                 |

| Vaasa 14 agosto 2020, ore 18:30 | Wasa Royals | 42 – 32 (7-6 14-12 14-7 7-7) referto | Seinäjoki Crocodiles | Kaarlen kenttä (673 spett.)\| Arbitro: \| Sipi \| |
| Arbitro:                        | Sipi        |                                      |                      |                                                   |

| Kuopio 15 agosto 2020, ore 16:30 | Kuopio Steelers | 70 – 6 (19-6 23-0 14-0 14-0) referto | Helsinki Wolverines | Väinölänniemen stadion (596 spett.)\| Arbitro: \| M. Makarainen \| |
| Arbitro:                         | M. Makarainen   |                                      |                     |                                                                    |

##### 4ª giornata
| Porvoo 20 agosto 2020, ore 17:30 | Porvoon Butchers | 20 – 41 (7-21 7-7 6-0 0-13) referto | Helsinki Wolverines | Porvoon Keskuskenttä (266 spett.)\| Arbitro: \| M. Makarainen \| |
| Arbitro:                         | M. Makarainen    |                                     |                     |                                                                  |

| Helsinki 21 agosto 2020, ore 17:30 | Helsinki Roosters | 49 – 13 (14-0 7-0 14-0 14-13) referto | Wasa Royals | Brahenkenttä (458 spett.)\| Arbitro: \| V. Lamminsalo \| |
| Arbitro:                           | V. Lamminsalo     |                                       |             |                                                          |

| Seinäjoki 22 agosto 2020, ore 16:30 | Seinäjoki Crocodiles | 14 – 7 (0-7 7-0 0-0 7-0) referto | Kuopio Steelers | Seinäjoen Keskuskenttä (574 spett.)\| Arbitro: \| J. Seppelin \| |
| Arbitro:                            | J. Seppelin          |                                  |                 |                                                                  |

##### 5ª giornata
| Helsinki 27 agosto 2020, ore 18:30 | Helsinki Wolverines | 32 – 20 (12-0 7-7 0-7 13-6) referto | Helsinki Roosters | Brahenkenttä (467 spett.)\| Arbitro: \| V. Lamminsalo \| |
| Arbitro:                           | V. Lamminsalo       |                                     |                   |                                                          |

| Kuopio 28 agosto 2020, ore 18:30 | Kuopio Steelers | 55 – 30 (21-0 14-3 13-6 7-21) referto | Wasa Royals | Väinölänniemen stadion (625 spett.)\| Arbitro: \| J. Seppelin \| |
| Arbitro:                         | J. Seppelin     |                                       |             |                                                                  |

| Seinäjoki 29 agosto 2020, ore 16:30 | Seinäjoki Crocodiles | 42 – 6 (14-0 14-6 7-0 7-0) referto | Porvoon Butchers | Seinäjoen Keskuskenttä (426 spett.)\| Arbitro: \| Sipi \| |
| Arbitro:                            | Sipi                 |                                    |                  |                                                           |

### Classifica
La classifica della regular season è la seguente:
- PCT = percentuale di vittorie, G = partite giocate, V = partite vinte,  P = partite perse, PF = punti fatti, PS = punti subiti

| Pos. | Squadra              | PCT  | G | V | N | P | PF  | PS  |
| ---- | -------------------- | ---- | - | - | - | - | --- | --- |
| 1    | Kuopio Steelers      | .800 | 5 | 4 | 0 | 1 | 223 | 105 |
| 2    | Wasa Royals          | .600 | 5 | 3 | 0 | 2 | 160 | 190 |
| 3    | Helsinki Wolverines  | .600 | 5 | 3 | 0 | 2 | 136 | 161 |
| 4    | Seinäjoki Crocodiles | .600 | 5 | 3 | 0 | 2 | 137 | 99  |
| 5    | Helsinki Roosters    | .400 | 5 | 2 | 0 | 3 | 176 | 134 |
| 6    | Porvoon Butchers     | .000 | 5 | 0 | 0 | 5 | 87  | 230 |

## Playoff

### Tabellone
|  | Semifinali | Semifinali           | Semifinali |                     |   | XLI Vaahterahmalja | XLI Vaahterahmalja | XLI Vaahterahmalja |  |
|  |            |                      |            |                     |   |                    |                    |                    |  |
|  | 1          | Kuopio Steelers      | 35         |                     |   |                    |                    |                    |  |
|  | 1          | Kuopio Steelers      | 35         |                     |   |                    |                    |                    |  |
|  | 4          | Seinäjoki Crocodiles | 13         |                     |   |                    |                    |                    |  |
|  | 4          | Seinäjoki Crocodiles | 13         |                     | 1 | Kuopio Steelers    | 21                 |                    |  |
|  |            |                      |            |                     | 1 | Kuopio Steelers    | 21                 |                    |  |
|  |            |                      | 3          | Helsinki Wolverines | 0 |                    |                    |                    |  |
|  | 2          | Wasa Royals          | 3          | Helsinki Wolverines | 0 | 41                 |                    |                    |  |
|  | 2          | Wasa Royals          |            |                     |   |                    |                    |                    |  |
|  | 3          | Helsinki Wolverines  | 42         |                     |   |                    |                    |                    |  |

### Semifinali
| Kuopio 5 settembre 2020, ore 16:30 | Kuopio Steelers | 35 – 13 (7-0 14-7 14-0 0-6) referto | Seinäjoki Crocodiles | Väinölänniemen stadion (713 spett.)\| Arbitro: \| V. Lamminsalo \| |
| Arbitro:                           | V. Lamminsalo   |                                     |                      |                                                                    |

| Vaasa 6 settembre 2020, ore 16:30 | Wasa Royals | 41 – 42 (14-12 17-13 7-14 3-3) referto | Helsinki Wolverines | Kaarlen kenttä (621 spett.)\| Arbitro: \| Sipi \| |
| Arbitro:                          | Sipi        |                                        |                     |                                                   |

### XLI Vaahteramalja
| Lahti 12 settembre 2020, ore 17:00 | Kuopio Steelers                                                                       | 21 – 0 (21-0 0-0 0-0 0-0) referto | Helsinki Wolverines | Lahden Stadion (1304 spett.)\| Arbitri: \| V. Lamminsalo M. Immonen J. Lehtinen J. Kalliokoski J. Bruun J. Seppelin J. Karppinen \| |
| Arbitri:                           | V. Lamminsalo M. Immonen J. Lehtinen J. Kalliokoski J. Bruun J. Seppelin J. Karppinen |                                   |                     | |

## Verdetti
- Kuopio Steelers Campioni della Finlandia 2020

## Marcatori
| Giocatore    | Sq.                  | TD rush | TD recv | TD int | TD p.ret | TD k.ret | TD oth | Xp1  | Xp2 | FG  | Saf | Totale |
| ------------ | -------------------- | ------- | ------- | ------ | -------- | -------- | ------ | ---- | --- | --- | --- | ------ |
| Carswell     | Kuopio Steelers      | 10+5    | 2+0     | 0+0    | 0+0      | 0+0      | 0+0    | 0+0  | 0+0 | 0+0 | 0+0 | 102    |
| Jalloh       | Wasa Royals          | 4+1     | 5+2     | 0+0    | 1+0      | 0+0      | 0+0    | 0+0  | 1+0 | 0+0 | 0+0 | 80     |
| Forcier      | Helsinki Wolverines  | 9+2     | 0+0     | 0+0    | 0+0      | 0+0      | 0+0    | 0+0  | 0+0 | 0+0 | 0+0 | 66     |
| 2 giocatori  | 60                   |         |         |        |          |          |        |      |     |     |     |        |
| Gwinner      | Wasa Royals          | 8+1     | 0+0     | 0+0    | 0+0      | 0+0      | 0+0    | 0+0  | 2+0 | 0+0 | 0+0 | 58     |
| Robitaille   | Seinäjoki Crocodiles | 0+0     | 6+1     | 0+0    | 0+0      | 0+0      | 1+0    | 0+0  | 1+0 | 0+0 | 0+0 | 50     |
| 2 giocatori  | 42                   |         |         |        |          |          |        |      |     |     |     |        |
| Kyei         | Helsinki Wolverines  | 4+1     | 0+0     | 0+0    | 0+0      | 0+0      | 0+0    | 0+0  | 0+0 | 0+0 | 0+0 | 30     |
| Pekkarinen   | Kuopio Steelers      | 0+0     | 0+0     | 0+0    | 0+0      | 0+0      | 0+0    | 21+8 | 0+0 | 0+0 | 0+0 | 29     |
| 2 giocatori  | 27                   |         |         |        |          |          |        |      |     |     |     |        |
| S. Cutlan    | Seinäjoki Crocodiles | 2+0     | 0+0     | 0+0    | 0+0      | 0+0      | 0+0    | 13+1 | 0+0 | 0+0 | 0+0 | 26     |
| 2 giocatori  | 24                   |         |         |        |          |          |        |      |     |     |     |        |
| Jokinen      | Helsinki Wolverines  | 0+0     | 0+0     | 0+0    | 0+0      | 0+0      | 0+0    | 13+3 | 0+0 | 1+1 | 0+0 | 22     |
| Niskanen     | Helsinki Roosters    | 0       | 0       | 0      | 0        | 0        | 0      | 20   | 0   | 0   | 0   | 20     |
| 7 giocatori  | 18                   |         |         |        |          |          |        |      |     |     |     |        |
| 5 giocatori  | 12                   |         |         |        |          |          |        |      |     |     |     |        |
| 14 giocatori | 6                    |         |         |        |          |          |        |      |     |     |     |        |
| 2 giocatori  | 2                    |         |         |        |          |          |        |      |     |     |     |        |

- Miglior marcatore della stagione regolare: Carswell ( Kuopio Steelers), 72
- Miglior marcatore dei playoff: Carswell ( Kuopio Steelers), 30
- Miglior marcatore della stagione: Carswell ( Kuopio Steelers), 102

## Passer rating
La classifica tiene in considerazione soltanto i quarterback con almeno 10 lanci effettuati.
| Giocatore | Sq.                  | G   | Att    | Comp  | Int | Yds      | TD   | NFL    | NCAA   |
| --------- | -------------------- | --- | ------ | ----- | --- | -------- | ---- | ------ | ------ |
| Peters    | Kuopio Steelers      | 5+2 | 149+56 | 95+38 | 3+1 | 1215+425 | 20+3 | 118,75 | 165,20 |
| Kadmiry   | Helsinki Roosters    | 5   | 136    | 75    | 1   | 1234     | 14   | 117,10 | 163,86 |
| Gwinner   | Wasa Royals          | 5+1 | 91+27  | 55+15 | 2+2 | 732+338  | 7+3  | 103,43 | 156,68 |
| Väänänen  | Helsinki Roosters    | 4   | 32     | 16    | 1   | 236      | 4    | 101,04 | 146,95 |
| S. Cutlan | Seinäjoki Crocodiles | 5+1 | 78+23  | 43+8  | 6+0 | 700+160  | 6+2  | 81,29  | 136,28 |
| Forcier   | Helsinki Wolverines  | 5+2 | 89+53  | 51+27 | 2+4 | 764+385  | 4+3  | 80,40  | 130,72 |
| Harris    | Porvoon Butchers     | 5   | 121    | 61    | 6   | 728      | 6    | 65,03  | 107,40 |
| Laalo     | Helsinki Wolverines  | 2   | 21     | 8     | 2   | 58       | 0    | 6,75   | 42,25  |

- Miglior QB della stagione regolare: Peters ( Kuopio Steelers), 172,52
- Miglior QB dei playoff: Gwinner ( Wasa Royals), 182,56
- Miglior QB della stagione: Peters ( Kuopio Steelers), 165,20